# Tmarus decoloratus
Tmarus decoloratus är en spindelart som beskrevs av Eugen von Keyserling 1883. Tmarus decoloratus ingår i släktet Tmarus och familjen krabbspindlar.
Artens utbredningsområde är Peru. Inga underarter finns listade i Catalogue of Life.